# Turakina (Schiff, 1902)
Die Turakina (II) war ein 1902 in Dienst gestelltes Passagierschiff der neuseeländischen Reederei New Zealand Shipping Company, das im Passagier- und Postverkehr zwischen Großbritannien und Neuseeland eingesetzt wurde. Am 13. August 1917 wurde die Turakina bei den Scilly-Inseln am Eingang zum Ärmelkanal von dem deutschen U-Boot U 86 versenkt.

## Das Schiff
Das 8349 BRT große, aus Stahl gebaute Dampfschiff wurde auf der Werft Hawthorn, Leslie & Company in der nordostenglischen Stadt Hebburn gebaut. Das 144,17 Meter lange und 18,16 Meter breite kombinierte Passagier- und Frachtschiff lief am 23. April 1902 vom Stapel. Der Dampfer hatte einen Schornstein, zwei Masten und zwei Propeller und konnte eine Höchstgeschwindigkeit von 13,5 Knoten erreichen. Angetrieben wurde das Schiff von zwei dreizylindrigen Dreifachexpansions-Dampfmaschinen, die insgesamt 10.893 PS leisteten. Die Fertigstellung erfolgte im August 1902. Die Baukosten des Schiffs beliefen sich auf insgesamt 158.000 Pfund Sterling (nach damaligem Geldwert).
Die Turakina wurde wie die anderen Schiffe der Reederei für den Passagier- und Postverkehr nach Neuseeland gebaut und konnte 40 Passagiere in der Ersten, 54 in der Zweiten, 74 in der Dritten Klasse und 170 weitere in der „Auswandererklasse“ unterbringen. Die Besatzung zählte etwa 100 Personen. Zudem verfügte das Schiff über Lagerräume zum Transport gefrorener Fleischwaren.
Am 2. September 1902 legte die Turakina in London zur Jungfernfahrt nach Neuseeland ab. Am 27. Oktober 1905 brach in Frachtraum Nr. 4 ein Feuer aus, als das Schiff in Wellington lag. Am 28. Mai 1907 kam es drei Tage nach der Abfahrt in Auckland erneut zu einem Brand, sodass die Turakina mithilfe des Schleppers Terawhiti zurück nach Auckland geschleppt werden musste. Der dritte Zwischenfall dieser Art ereignete sich am 4. März 1913, als nach dem Auslaufen aus Rio de Janeiro ein Feuer in den Kohlenbunkern und Frachtraum Nr. 3 ausbrach. Das Schiff musste auf Grund gesetzt werden, um die Feuer zu löschen. Erst drei Wochen später konnte das Schiff wieder flottgemacht werden und die Rückfahrt nach England antreten.
Das Schiff blieb auf der London-Neuseeland-Route, bis es als New Zealand Troop Transport mit der Kennung HMNZT 84 für den Kriegseinsatz herangezogen wurde. Zusammen mit der Tofua (HMNZT 83) verließ sie Neuseeland am 26. April 1917 mit Nachschubtruppen der New Zealand Expeditionary Force. Am 20. Juli 1917 trafen die beiden Schiffe in Plymouth ein. Am 5. August 1917 fiel das Schiff unter das Liner Requistion Scheme.

## Versenkung
Nach wenigen Monaten im Einsatz wurde die Turakina am 13. August 1917 120 Seemeilen südwestlich von Bishop Rock bei Land’s End auf Position 48.30N, 08.34W vom deutschen U-Boot U 86 unter Kapitänleutnant Alfred Götze versenkt. Die Turakina befand sich mit 200 amerikanischen Soldaten auf dem Weg von London nach New York. Die Soldaten waren nach Beendigung ihres Kriegsdienstes auf dem Weg nach Hause. Zudem sollte für eine Weiterfahrt nach Neuseeland in New York Öl an Bord genommen werden. Unter den Soldaten gab es keine Toten, aber zwei bis vier Besatzungsmitglieder starben, als eines der Rettungsboote kenterte (die Quellen machen hierzu unterschiedliche Angaben).
Nach dem amerikanischen Truppentransporter Covington (16.339 BRT) und dem britischen Hospitalschiff Llandovery Castle (11.423 BRT) war die Turakina das drittgrößte durch U 86 versenkte Schiff.